# 南排区
南排区，是缅甸佤邦勐波县下辖的一个区。

## 地理
南排区位于勐波县西部，东南与勐宁区接壤，东接勐嘎区，东北接勐波区，西北接勐能县邦阳区，南与缅甸联邦控制区掸邦景栋县孟卡镇区相连。

## 行政区划
南排区下辖5乡：
- 甘搞乡：关别村
- 南崩乡
- 芒广乡
- 南养乡
- 南莫乡：欧福村[4]

其中，南排区有一个乡属于佤邦和缅甸政府共同管理的“双管区”。